# Saefes
Les Saefes formaient un peuple celte (plus exactement de celtibères) de l'Antiquité.
Souvent associés aux Cempsi, ils sont cités par Avienus. Ils vivaient à l'ouest de l'Hispanie. Ils sont de culture de Hallstatt.

## Croyance
La pierre du Serpent de Gondomil faisait partie de leur culte animiste : Les Saefes étaient l’un des peuples ancêtres des Celtes. Sur cette pierre, un serpent ailé d’un mètre et demi y est  enroulé sur lui-même.

### Sources
- H. Hubert : les celtes, 1932, Albin Michel.